# Parameter (thermodynamica)
Een parameter (thermodynamica) is een veranderlijke die de thermodynamische toestand beschrijft. 
Thermodynamische parameters vallen uiteen in 
- intensieve parameters 
en
- extensieve parameters.

Intensieve parameters geven een intensiteit aan en veranderen dus niet als het systeem vergroot of verkleint. 
Voorbeelden zijn temperatuur T, druk p, chemische potentiaal µ, magneetveld B en elektrische potentiaal V. Doorgaans maar niet altijd worden intensieve parameters met kleine letters genoteerd.
Extensieve parameters geven een maat voor de hoeveelheid van iets. Die veranderen dus mee als het systeem groter of kleiner wordt. 
Voorbeelden zijn entropie S, volume V, aantal mol n, magnetisch moment µ en elektrische lading q. Doorgaans maar niet altijd worden extensieve parameters met hoofdletters genoteerd.
Energie is telkens het product van een extensieve parameter en de bijbehorende intensieve parameter. De verschillende energiebegrippen van de thermodynamica zijn wiskundige functies van de relevante thermodynamische parameters:
- de Gibbs vrije energie G = G(p, T) 
en
- de vrije enthalpie H = H(V, T).